# Pappa al pomodoro
La pappa al pomodoro (‘puré de tomate’) es un primer plato «pobre» de la cocina toscana. 
El origen campesino de este sabroso plato viene atestiguado por sus ingredientes: pan toscano (no salado) duro, tomate, dientes de ajo, albahaca, caldo, aceite de oliva extra virgen toscano, sal y pimienta
La receta tradicional se elabora con pan toscano no salado y aceite de oliva extra virgen de la región. La pappa al pomodoro puede degustarse fría, siempre sin añadir ningún tipo de queso.